# 皮爾克西

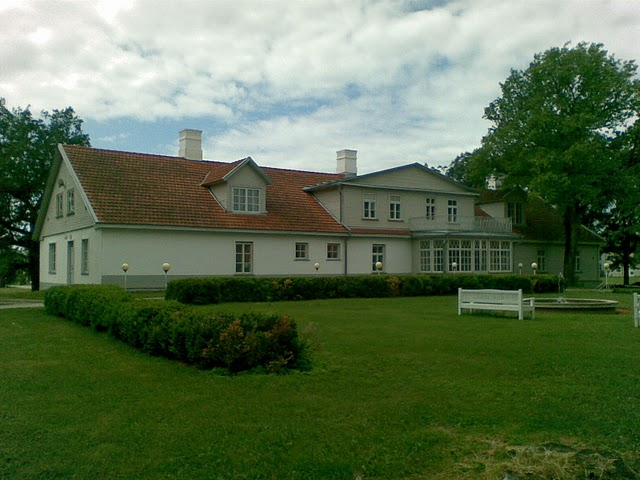
皮爾克西庄园

皮爾克西，是愛沙尼亞萊內縣莱内-尼古拉市镇内的村庄，位於該國西部，曾是原諾阿羅齊市镇的行政中心，處於哈普萨卢以北7公里，2011年該村庄人口183。
59°01′N 23°32′E / 59.017°N 23.533°E